# موش صحرایی (فیلم ۲۰۰۰)
«موش صحرایی» (انگلیسی: Rat (film)) فیلمی در ژانر کمدی به کارگردانی استیو بارون است که در سال ۲۰۰۰ منتشر شد. از بازیگران آن می‌توان به ایملدا استنتون، پیت پاستویت، و کری کندن اشاره کرد.